# Mycetophila sepulta
Mycetophila sepulta är en tvåvingeart som först beskrevs av Laffoon 1957.  Mycetophila sepulta ingår i släktet Mycetophila och familjen svampmyggor. Arten är reproducerande i Sverige. Inga underarter finns listade i Catalogue of Life.